# Viktor Miklós
Viktor Miklós (sinh 20 tháng 12 năm 1993) là một cầu thủ bóng đá Slovakia hiện tại thi đấu cho FK Senica.

## Sự nghiệp câu lạc bộ

### ŠK Slovan Bratislava
Miklós ra mắt tại Corgoň Liga cho ŠK Slovan Bratislava ngày 31 tháng 5 năm 2014 vào sân từ ghế dự bị thay cho Lukáš Gašparovič trước FC Spartak Trnava.